# Madita Oeming

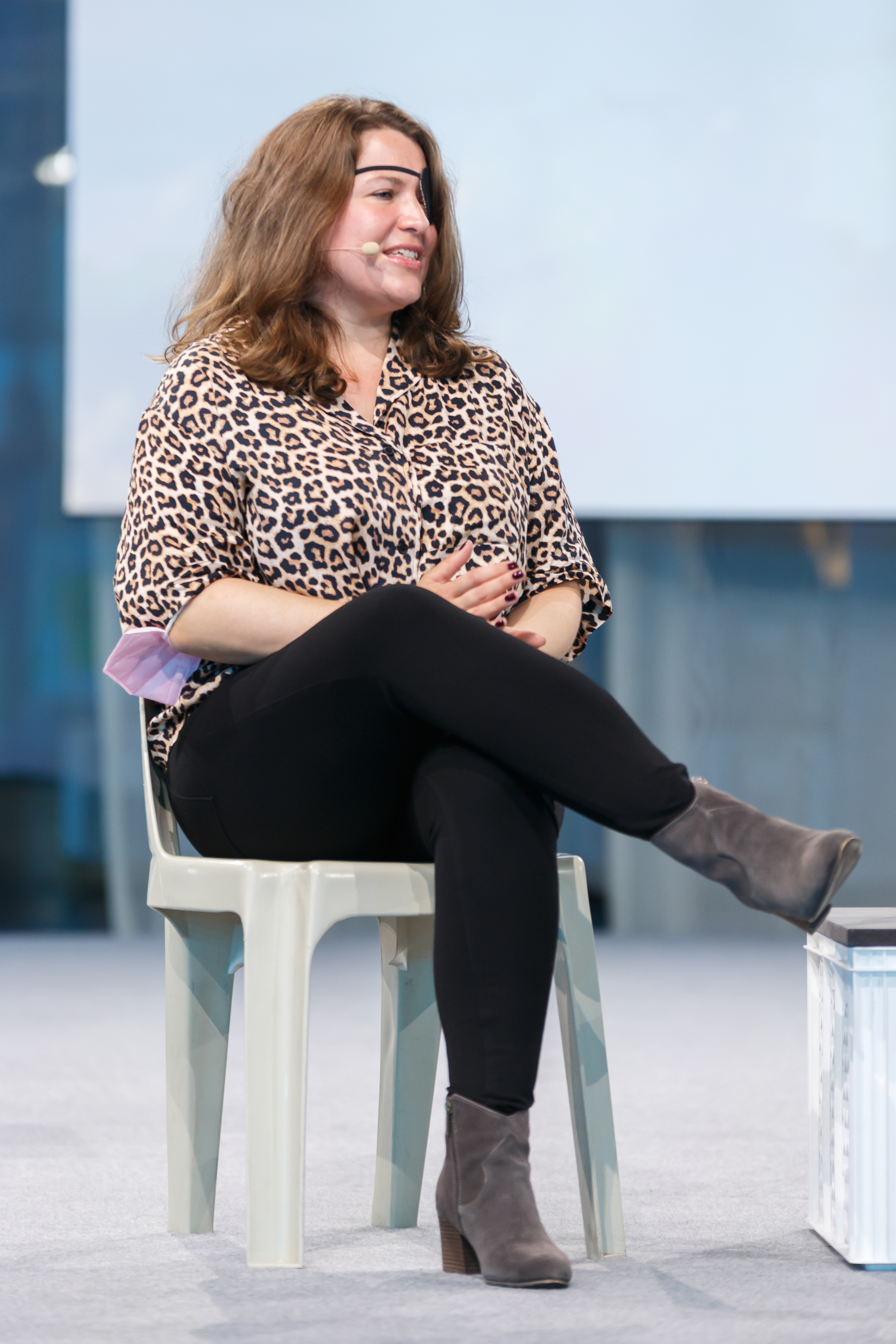
Madita Oeming auf der re:publica 2022 in Berlin

Madita Oeming (* 1986 in Bonn) ist eine deutsche Autorin, Kulturwissenschaftlerin, Sexualpädagogin und Aktivistin mit Schwerpunkt Pornografie.

## Leben
Oeming wuchs in Berlin auf. Ihre schulische Laufbahn schloss sie mit dem Abitur ab und absolvierte anschließend eine Bankausbildung bei der Berliner Sparkasse. Für ein VWL-Bachelor-Studium ging sie nach Göttingen, wo sie 2015 von der Georg-August-Universität ihren Master of Arts in Amerikanistik und anglophoner Literatur- und Kulturwissenschaft erhielt. Ihre Abschlussarbeit mit dem Titel Moby’s Dick widmete sich der Bedeutung des Romans Moby Dick in der US-amerikanischen Pornografie.
Während und nach dem Studium arbeitete Oeming beim Göttinger Literaturherbst und am Literarischen Zentrum Göttingen, wo sie vorübergehend die stellvertretende Geschäftsführung übernahm. Als Moderatorin gestaltete sie u. a. Abende mit Margarete Stokowski, Mithu Sanyal und Reyhan Şahin. 2022 hat Oeming den Unibetrieb verlassen und sich als Pornoexpertin selbstständig gemacht.

## Wissenschaft
Von 2016 bis 2021 war Oeming wissenschaftliche Mitarbeiterin am Institut für Amerikanistik der Universität Paderborn und unterrichtete neben amerikanischer Literatur- und Kulturgeschichte auch ihr erstes Pornoseminar. Im Frühjahr 2018 war sie als Gastwissenschaftlerin im Women and Sexuality Studies Program an der Tulane University in New Orleans. 2019 hatte sie einen Lehrauftrag am JFK-Institut der FU Berlin, wo ihr Kurs Porn in the USA, durch einen von Beatrix von Storch motivierten Shitstorm, Aufsehen erregte. Oeming wurde dabei von HateAid unterstützt. Zuletzt unterrichtete sie am Germanistik-Lehrstuhl von Moritz Baßler an der Universität Münster ein Masterseminar mit dem Titel Pornopoetik. In ihrem Dissertationsprojekt beschäftigt sie sich mit dem US-amerikanischen Mediendiskurs über die sogenannte "Pornosucht". Sie hat hierzu bereits auf internationalen Konferenzen gesprochen und im Porn Studies Journal publiziert. Oeming ist Mitglied der Deutschen Gesellschaft für Sexualforschung sowie eines der Gründungsmitglieder des Psychologischen Instituts für Subjektivitäts- & Praxisforschung. Aktuell koordiniert sie ein Projekt zu digitaler Pornokompetenz am Center for Diversity, Media, and Law (DiML) an der Universität Gießen. 

## Sexualpädagogik
Oeming bildet deutschlandweit Fachkräfte aus pädagogischen, beratenden und (psycho-)sozialen Berufen zu sexual- und medienpädagogischen Themen fort. Sie ist Gastdozentin bei BiKo Berlin sowie in der Praxis für Sexualität und regelmäßig Speakerin auf Fachtagen rund um Fragen von Mediensexualität. Seit 2022 bietet sie im Rahmen des Wissenstransferprojekts Teach Love, das ein Forschungsteam um Johanna Degen an der Europa-Universität-Flensburg  ins Leben gerufen hat, einen sogenannten „Pornoführerschein“ als digitale Fortbildung zur Stärkung von „Pornokompetenz“ an. Oeming hat ihre Weiterbildung zur Sexualpädagogin bei BiKo Berlin absolviert. Sie ist Mitglied der Gesellschaft für Sexualpädagogik sowie der Gesellschaft für Medienpädagogik. 

## Öffentlichkeit
Von Beginn an hat Oeming aktive Wissenschaftskommunikation betrieben und sich vor allem via Social Media ein Gehör verschafft. Als Publizistin schrieb Oeming u. a. für VICE, das Missy Magazine, den Tagesspiegel und die ZEIT und ist heute in etlichen Podcasts und Interviews medial vertreten. Oeming hat mit bekannten Persönlichkeiten aus der Pornoszene wie Jiz Lee oder Fiona Fuchs diskutiert und war Mitglied der Spielfilmjury vom Pornfilmfestival Berlin. 2022 hat sie bei der re:publica mit Paulita Pappel einen Vortrag gehalten sowie ein Podium auf der Erotikmesse Venus moderiert, bei dem die Free Speech Coalition Europe vorgestellt wurde. 2023 erschien ihr erstes Sachbuch.

## Schriften (Auswahl)
- Porno: Eine unverschämte Analyse. Rowohlt, 2023, ISBN 978-3-644-01712-2.
- Pseudo-Selbstbestimmt in: Frei sein. Das Ringen um unseren höchsten Wert. Kein & Aber, 2024, ISBN 978-3-0369-5028-0.
- Schluss mit Pornopanik in: ProJugend Fachzeitschrift der Aktion Jugendschutz Bayern eV, 3/2023.
- Porn Poacher - Coming Out as an Aca Porn Fan in: Synoptique Film Journal Vol. 9, Iss. 2, 2021.
- A new diagnosis for old fears? Pathologizing porn in contemporary US discourse in: Porn Studies Vo. 5, Iss. 2, 2018.
- In Vulva Vanitas – The Rise of Labiaplasty in the West in: Gender Forum 67, 2018.